# Chiefland
Chiefland est une ville américaine située dans le comté de Levy en Floride.

## Démographie
| 1930 | 1940 | 1950 | 1960  | 1970  | 1980  |
| ---- | ---- | ---- | ----- | ----- | ----- |
| 421  | 572  | 843  | 1 459 | 1 965 | 1 986 |

| 1990  | 2000  | 2010  | - | - | - |
| ----- | ----- | ----- | - | - | - |
| 1 917 | 1 993 | 2 245 | - | - | - |

Selon le recensement de 2010, Chiefland compte 2 245 habitants. La municipalité s'étend sur 6,21 milles carrés (16,08 km2).